# ایزوپروپیل متوکسی پیرازین
ایزوپروپیل متوکسی پیرازین (به انگلیسی: Isopropyl methoxy pyrazine) با فرمول شیمیایی C۸H۱۲N۲O یک ترکیب شیمیایی با شناسه پاب‌کم ۳۳۱۶۶ است. که جرم مولی آن ۱۵۲٫۱۹ g/mol می‌باشد. 